# Носоріг (персонаж)
Носоріг (Олексій Михайлович Сицевич) — суперлиходій і ворог Людини-павука з коміксів американського видавництва Marvel Comics. Народився в СРСР.

## Біографія
Олексій Сицевич був усього лише черговим шибеником з російської мафії, який був одержимий жагою легкої наживи. Спокушений обіцянками про багатство і владу, Олексій пройшов ряд небезпечних для життя хімічних та радіоактивних терапій, після чого перетворився на нелюдськи сильного агента з числа професійних шпигунів. Наскільки відомо, він пішов на це частково і для підтримки своєї родини.

## Бій проти Людини-павука
Опинившись в Нью-Йорку, Ріно голосно заявив про себе. Він зіткнувся з Людиною-павуком. Людина-павук ще не зустрічав до цього подібної міці, тому йому довелося добряче подумати, перш ніж він знайшов спосіб знешкодити непробивного Носорога. Знадобилося не так багато часу, щоб розкрити два ключових моменти / основні слабкості нового противника:1) коли Ріно розганяється, він не може змінювати напрямок і зупинитися для нього не так-то просто, 2) Олексій нелюдськи дурний. Висновки напрошувалися самі по собі: якщо не позіхати і повною мірою користуватися павуковій спритністю, уникаючи прямого удару роги носорога, то перемогти Ріно в чесному бою буде не так вже й складно.
Здолавши Ріно, Людина-павук відправив його в одну зі спеціальних лікарень, де знали як поводитися з лиходіями з незвичайними здібностями. Там Олексій і відновлювався, перебуваючи під сильною дією заспокійливих засобів.

## Помста Людині-павуку
Через кілька тижнів Ріно втік з лікарні, збираючись розшукати Людини-павука і помститися йому за попередню ганебну поразку. Цього разу Людина-павук впорався з Носорогом за допомогою вдосконаленого варіанту своєї рідкої павутини, яку допоміг йому розробити Доктор Курт Коннорс (Dr. Curt Connors). Цей новий варіант містив гранули кислоти, і коли контейнер розчинявся при контакті з повітрям, ця кислота потрапляла на броню Ріно. Бій тривав недовго: кислота подіяла як треба, і костюм Носорога став менш міцним, що позбавило його самого головної властивості - непробіваючості / ударостійкості. Атаки Ріно були відбиті, сам злодій знешкоджений, спійманий і засуджений.

## Новий костюм Носорога
Вирок Олексія був пом'якшений і незабаром він вийшов з в'язниці. Коли він вийшов на свободу, з ним на зв'язок вийшли ті самі шпигуни, які зробили його супер сильним. Наче не затамувавши ніякої злоби проти що зрадив їх Носорога, вони запропонували йому пройти ще ряд експериментів і поліпшити показники за допомогою повторного радіоактивного опромінення. Вони також розробили новий, поліпшений матеріал для костюма Носорога, який був стійким до потрапляння кислоти. Не маючи інших перспектив для подальшої трудової діяльності, Ріно погодився на цю пропозицію. Нова порція радіоактивного випромінювання була успішною і подвоїла звичайну силу Носорога.

## Поза коміксів

### Кіно і телебачення
- Людина-павук (мультсеріал, 1967)
- Людина-павук (мультсеріал, 1994) - Носоріг виступає як найманець у синтетичному костюмі.
- Нові пригоди Людини-павука, 2008
- Людина-павук. Щоденник супергероя, 2012
- Пол Джаматті зіграв Носорога у фільмі Нова Людина-павук 2. Висока напруга